# Montmilch
Montmilchul sau mondmilch, lapte de piatră este un depozit de calcit moale, îmbibat de apă, format în anumite condiții pe pereții unor peșteri.  Montmilchul este un tip de speleotemă.

## Nume
Numele provine din limba germană. Inițial a avut forma mondmilch , “lapte de lună”, de la peștera Mondloch, Gaura Lunii, din Elveția, dar, cu timpul, a devenit montmilch, “lapte de munte”.

## Prezentare
Montmilchul se prezintă ca o substanță albă, care, în funcție de conținutul de apă, este lichidă sau păstoasă, cu consistența brânzei moi. Dacă este uscată devine sfărâmicioasă, formând un praf alb cu cristale mai fine decât cele mari care intră în compoziția depozitelor de calcit.
În 2004 a fost descoperit un râu de montmilch cu o lungime de 150m în peștera Guipúzcoa din Spania.

## Compoziție
Montmilchul este o substanță complexă ce conține cristale microscopice de carbonați de calciu și 35-75% apă. Partea solidă este formată din  90% calcit, restul fiind alți carbonați de calciu mai rari, cum ar fi lublinit, hidromagnezit, huntit, la care se adaugă argilă și, uneori, materie organică.

## Origini
Există mai multe teorii cu privire la formarea montmilchului. În secolul XVI se credea că este format de razele lunii, sau adus de gnomi. În prezent, unii autori cred că montmilchul se formează direct, prin precipitare, alții cred că este un produs de dezintegrare, de alterare a calcitului. Alte ipoteze prezintă ideea că bacteriile, cum ar fi Macromonas bipunctata, algele sau fungii ar juca un rol în dezintegrarea rocii, totuși există și montmilch care nu conține bacterii.